# Mike Ilitch
Michael "Mike" Ilitch Sr. (Detroit, 20 de julio de 1929-ibidem, 10 de febrero de 2017) fue un empresario y emprendedor estadounidense, fundador, propietario y operador de la franquicia de pizzerías de comida rápida Little Caesars Pizza.
Era dueño de los Detroit Red Wings de la National Hockey League y de los Detroit Tigers de las Major League Baseball. También fue propietario de Olympia Entertainment.

## Biografía
litch nació en Detroit en 1929 de los inmigrantes macedonios Sotir y Sultana Ilitch. Su padre era un fabricante de herramientas y matrices.
Se graduó de Cooley High School en Detroit. Sirvió en el Cuerpo de Marines de los Estados Unidos durante cuatro años.
De regreso en su casa en Detroit, los Detroit Tigers le ofrecieron $ 3000 dólares si firmaba para jugar béisbol. Ilitch tuvo una carrera de ligas menores de cuatro años, desde 1952 hasta 1955. Ilitch jugó principalmente como segunda base para los Tigres, los New York Yankees, y las organizaciones de senadores de Washington en la Liga de Pensilvania-Ontario-Nueva York, la Cotton States League y la Florida International League. Se vio obligado a abandonar su carrera como jugador debido a una lesión en la rodilla.
Después de dejar el béisbol, Ilitch comenzó un negocio de pizzas en 1959. Con la ayuda de su esposa, Marian, abrieron Little Caesars Pizza Treat en Garden City, Michigan. A partir de 2017, las entidades de la familia siguen siendo de propiedad privada. En 1999, los Ilitch establecieron Ilitch Holdings, Inc. para proporcionar a sus diversas empresas servicios profesionales y técnicos, y ostentaron los títulos de presidente y vicepresidente, respectivamente. 
Según los informes, los ingresos totales combinados de estas empresas en 2007 superaron los 1.800 millones de dólares. Ilitch había caído de la lista anual de la revista Forbes de lo "400 estadounidenses más ricos", pero en 2006 volvió a la lista en el puesto 242. En diciembre de 2016, ocupaba el puesto 86 en la lista Forbes 400 y tenía un patrimonio neto estimado de 6.100 millones de dólares.
En 2000, Ilitch y su esposa nombraron a dos de sus hijos como copresidentes de Ilitch Holdings, Inc .: Christopher Ilitch y su hija Denise Ilitch, abogada. Christopher Ilitch fue nombrado para el nuevo puesto de director ejecutivo y presidente. Más tarde, Denise Ilitch dejó la empresa "para buscar otras oportunidades".

## Vida personal
De ascendencia macedonia, estuvo casado con Marian Bayoff Ilitch, quien se convertiría en una de las mujeres más ricas del mundo. Tuvieron siete hijos: Denise Ilitch Lites (nacida en 1955), un abogado, Ron Ilitch (1957-2018), que murió de una sobredosis de fentanilo a la edad de 61 años, Michael Ilitch, Jr., un productor de cine cuyos créditos incluyen Lost in Space (1998) y The Angriest Man in Brooklyn (2014), Christopher Ilitch (nacido en 1965), el actual CEO de Ilitch Holdings, Lisa Ilitch Murray, quien se desempeñó como vicepresidente ejecutivo de los Detroit Red Wings, Atanas Ilitch, actor y cantante cuyo crédito más notable fue el de Driller Killer en Slumber Party Massacre II (1987), y Carole Ilitch Trepeck, también abogada.
La familia recibió la llave de la ciudad de Detroit por el alcalde Kwame Kilpatrick en febrero de 2008, siendo los quintos beneficiarios de este premio.
Falleció el 10 de febrero de 2017, a los 87 años, en su natal Detroit.